# Eisschnelllauf-Weltcup 1998/99
Der Eisschnelllauf-Weltcup 1998/99 (Edon Weltcup) wurde für Frauen und Männer an neun Weltcupstationen in acht Ländern ausgetragen. Die Saison begann am 14. November 1998 und endete am 7. März 1999. Hier wurden von Frauen Strecken von 100 bis 5.000 und der Männer von 100 bis 10.000 Meter gelaufen.
Siehe auch: Liste der Gesamtweltcupsieger im Eisschnelllauf

## Wettbewerbe

### Frauen

#### Weltcup-Übersicht
| Datum                                                                       | Ort                                          | Disziplin          | Sieger                   | Zweiter                       | Dritter                        |
| --------------------------------------------------------------------------- | -------------------------------------------- | ------------------ | ------------------------ | ----------------------------- | ------------------------------ |
| 14. Bis 15. Nov. 1998                                                       | Hamar (Vikingskipet)                         | 1.500 m            | Gunda Niemann-Stirnemann | Chris Witty                   | Claudia Pechstein              |
| 14. Bis 15. Nov. 1998                                                       | Hamar (Vikingskipet)                         | 3.000 m            | Gunda Niemann-Stirnemann | Claudia Pechstein             | Tonny de Jong                  |
| 21. Bis 22. Nov. 1998                                                       | Heerenveen (Thialf)                          | 1.500 m            | Claudia Pechstein        | Tonny de Jong                 | Chris Witty                    |
| 21. Bis 22. Nov. 1998                                                       | Heerenveen (Thialf)                          | 5.000 m            | Gunda Niemann-Stirnemann | Carla Zijlstra                | Claudia Pechstein              |
| Einzelstreckenasienmeisterschaften in Obihiro, 6.–7. Dezember 1998          |                                              |                    |                          |                               |                                |
| 12. Bis 13. Dez. 1998                                                       | Nagano (M-Wave)                              | 500 m (12. Dez.)   | Catriona LeMay-Doan      | Eriko Sanmiya                 | Svetlana Schurowa              |
| 12. Bis 13. Dez. 1998                                                       | Nagano (M-Wave)                              | 1.000 m (12. Dez.) | Catriona LeMay-Doan      | Eriko Sanmiya                 | Monique Garbrecht Chris Witty  |
| 12. Bis 13. Dez. 1998                                                       | Nagano (M-Wave)                              | 500 m (13. Dez.)   | Catriona LeMay-Doan      | Eriko Sanmiya                 | Monique Garbrecht              |
| 12. Bis 13. Dez. 1998                                                       | Nagano (M-Wave)                              | 1.000 m (13. Dez.) | Tonny de Jong            | Monique Garbrecht             | Annamarie Thomas               |
| 19. Bis 20. Dez. 1998                                                       | Chuncheon (Uiam Outdoor Rink Chuncheon)      | 500 m (19. Dez.)   | Monique Garbrecht        | Catriona LeMay-Doan           | Eriko Sanmiya                  |
| 19. Bis 20. Dez. 1998                                                       | Chuncheon (Uiam Outdoor Rink Chuncheon)      | 1.000 m (19. Dez.) | Monique Garbrecht        | Chris Witty                   | Eriko Sanmiya                  |
| 19. Bis 20. Dez. 1998                                                       | Chuncheon (Uiam Outdoor Rink Chuncheon)      | 500 m (20. Dez.)   | Catriona LeMay-Doan      | Eriko Sanmiya                 | Monique Garbrecht              |
| 19. Bis 20. Dez. 1998                                                       | Chuncheon (Uiam Outdoor Rink Chuncheon)      | 1.000 m (20. Dez.) | Chris Witty              | Monique Garbrecht             | Catriona LeMay-Doan            |
| Mehrkampfeuropameisterschaft in Heerenveen (Thialf), 8.–10. Januar 1999     |                                              |                    |                          |                               |                                |
| Sprintweltmeisterschaft in Calgary (Olympic Oval), 20.–21. Januar 1999      |                                              |                    |                          |                               |                                |
| 23. Bis 24. Jan. 1999                                                       | Innsbruck (Olympia Eisstadion Innsbruck)     | 1.500 m            | Gunda Niemann-Stirnemann | Claudia Pechstein             | Tonny de Jong                  |
| 23. Bis 24. Jan. 1999                                                       | Innsbruck (Olympia Eisstadion Innsbruck)     | 3.000 m            | Gunda Niemann-Stirnemann | Claudia Pechstein             | Barbara de Loor                |
| 26. Bis 27. .Jan. 1999                                                      | Collalbo (Ice Rink Ritten)                   | 500 m (26. Jan.)   | Sabine Völker            | Tomomi Okazaki                | Andrea Nuyt                    |
| 26. Bis 27. .Jan. 1999                                                      | Collalbo (Ice Rink Ritten)                   | 1.000 m (26. Jan.) | Chris Witty              | Monique Garbrecht             | Sabine Völker                  |
| 26. Bis 27. .Jan. 1999                                                      | Collalbo (Ice Rink Ritten)                   | 500 m (27. Jan.)   | Tomomi Okazaki           | Monique Garbrecht             | Catriona LeMay-Doan            |
| 26. Bis 27. .Jan. 1999                                                      | Collalbo (Ice Rink Ritten)                   | 1.000 m (27. Jan.) | Chris Witty              | Monique Garbrecht             | Tomomi Okazaki Marianne Timmer |
| 30. Bis 31. Jan. 1999                                                       | Berlin (Sportforum Hohenschönhausen)         | 500 m (30. Jan.)   | Catriona LeMay-Doan      | Tomomi Okazaki                | Monique Garbrecht              |
| 30. Bis 31. Jan. 1999                                                       | Berlin (Sportforum Hohenschönhausen)         | 1.000 m (30. Jan.) | Marianne Timmer          | Chris Witty                   | Monique Garbrecht              |
| 30. Bis 31. Jan. 1999                                                       | Berlin (Sportforum Hohenschönhausen)         | 1.500 m (31. Jan.) | Gunda Niemann-Stirnemann | Claudia Pechstein             | Annamarie Thomas               |
| 30. Bis 31. Jan. 1999                                                       | Berlin (Sportforum Hohenschönhausen)         | 3.000 m (31. Jan.) | Gunda Niemann-Stirnemann | Claudia Pechstein             | Nami Nemoto                    |
| Mehrkampfweltmeisterschaft in Hamar (Vikingskipet), 6.–7. Februar 1999      |                                              |                    |                          |                               |                                |
| 27. Bis 28. Feb. 1999                                                       | Roseville (Guidant John Rose Minnesota Oval) | 500 m (27. Feb.)   | Svetlana Schurowa        | Monique Garbrecht             | Catriona LeMay-Doan            |
| 27. Bis 28. Feb. 1999                                                       | Roseville (Guidant John Rose Minnesota Oval) | 1.000 m (27. Feb.) | Monique Garbrecht        | Catriona LeMay-Doan           | Marianne Timmer                |
| 27. Bis 28. Feb. 1999                                                       | Roseville (Guidant John Rose Minnesota Oval) | 500 m (28. Feb.)   | Svetlana Schurowa        | Catriona LeMay-Doan           | Tomomi Okazaki                 |
| 27. Bis 28. Feb. 1999                                                       | Roseville (Guidant John Rose Minnesota Oval) | 1.000 m (28. Feb.) | Monique Garbrecht        | Catriona LeMay-Doan           | Aki Tonoike                    |
| 6. Bis 7. Mär. 1999                                                         | Inzell (Ludwig-Schwabl-Stadion)              | 1.500 m            | Gunda Niemann-Stirnemann | Tonny de Jong Marieke Wijsman |                                |
| 6. Bis 7. Mär. 1999                                                         | Inzell (Ludwig-Schwabl-Stadion)              | 3.000 m            | Gunda Niemann-Stirnemann | Tonny de Jong                 | Claudia Pechstein              |
| Einzelstreckenweltmeisterschaften in Heerenveen (Thialf), 12.–14. März 1999 |                                              |                    |                          |                               |                                |

#### 500 Meter
(Endstand: Nach 9 Rennen)
| Rang | Name                 | Land               | Punkte |
| ---- | -------------------- | ------------------ | ------ |
| 1    | Catriona LeMay-Doan  | Kanada             | 455    |
| 2    | Monique Garbrecht    | Deutschland        | 372    |
| 3    | Eriko Sanmiya        | Japan              | 369    |
| 4    | Tomomi Okazaki       | Japan              | 359    |
| 5    | Svetlana Schurowa    | Russland           | 277    |
| 6    | Andrea Nuyt          | Niederlande        | 225    |
| 7    | Aki Tonoike          | Japan              | 216    |
| 8    | Edel Therese Høiseth | Norwegen           | 186    |
| 9    | Chris Witty          | Vereinigte Staaten | 172    |
| 10   | Marianne Timmer      | Niederlande        | 168    |
|      |                      |                    |        |
| 11   | Christina Zummack    | Deutschland        | 151    |
| 24   | Franziska Schenk     | Deutschland        | 45     |

#### 1.000 Meter
(Endstand: Nach 9 Rennen)
| Rang | Name                 | Land               | Punkte |
| ---- | -------------------- | ------------------ | ------ |
| 1    | Monique Garbrecht    | Deutschland        | 470    |
| 2    | Chris Witty          | Vereinigte Staaten | 415    |
| 3    | Catriona LeMay-Doan  | Kanada             | 361    |
| 4    | Eriko Sanmiya        | Japan              | 278    |
| 5    | Aki Tonoike          | Japan              | 271    |
| 6    | Tomomi Okazaki       | Japan              | 242    |
| 7    | Marianne Timmer      | Niederlande        | 228    |
| 8    | Amy Sannes           | Vereinigte Staaten | 171    |
| 9    | Andrea Nuyt          | Niederlande        | 170    |
| 10   | Edel Therese Høiseth | Norwegen           | 164    |
|      |                      |                    |        |
| 13   | Christina Zummack    | Deutschland        | 119    |
| 14   | Sabine Völker        | Deutschland        | 117    |
| 17   | Franziska Schenk     | Deutschland        | 71     |
| 22   | Marion Wohlrab       | Deutschland        | 48     |

#### 1.500 Meter
(Endstand: Nach 5 Rennen)
| Rang | Name                     | Land               | Punkte |
| ---- | ------------------------ | ------------------ | ------ |
| 1    | Gunda Niemann-Stirnemann | Deutschland        | 258    |
| 2    | Claudia Pechstein        | Deutschland        | 227    |
| 3    | Tonny de Jong            | Niederlande        | 221    |
| 4    | Jennifer Rodriguez       | Vereinigte Staaten | 169    |
| 5    | Maki Tabata              | Japan              | 154    |
| 6    | Marieke Wijsman          | Niederlande        | 142    |
| 7    | Annamarie Thomas         | Niederlande        | 133    |
| 8    | Emese Hunyady            | Österreich         | 133    |
| 9    | Chris Witty              | Vereinigte Staaten | 111    |
| 10   | Marianne Timmer          | Niederlande        | 96     |
|      |                          |                    |        |
| 14   | Daniela Anschütz         | Deutschland        | 57     |
| 19   | Ulrike Adeberg           | Deutschland        | 42     |
| 20   | Anni Friesinger          | Deutschland        | 41     |
| 24   | Marion Wohlrab           | Deutschland        | 32     |

#### 3.000/5.000 Meter
(Endstand: Nach 5 Rennen)
| Rang | Name                     | Land               | Punkte |
| ---- | ------------------------ | ------------------ | ------ |
| 1    | Gunda Niemann-Stirnemann | Deutschland        | 300    |
| 2    | Claudia Pechstein        | Deutschland        | 240    |
| 3    | Carla Zijlstra           | Niederlande        | 186    |
| 4    | Renate Groenewold        | Niederlande        | 173    |
| 5    | Jennifer Rodriguez       | Vereinigte Staaten | 172    |
| 6    | Tonny de Jong            | Niederlande        | 147    |
| 7    | Maki Tabata              | Japan              | 135    |
| 8    | Barbara de Loor          | Niederlande        | 117    |
| 9    | Ulrike Adeberg           | Deutschland        | 99     |
| 10   | Nami Nemoto              | Japan              | 82     |
|      |                          |                    |        |
| 11   | Anni Friesinger          | Deutschland        | 72     |
| 13   | Emese Hunyady            | Österreich         | 54     |
| 14   | Daniela Anschütz         | Deutschland        | 53     |
| 23   | Claudia Irrgang          | Deutschland        | 28     |
| 29   | Nadja Gipser             | Deutschland        | 17     |

### Männer

#### Weltcup-Übersicht
| Datum                                                                       | Ort                                          | Disziplin          | Sieger                              | Zweiter             | Dritter             |
| --------------------------------------------------------------------------- | -------------------------------------------- | ------------------ | ----------------------------------- | ------------------- | ------------------- |
| 14. Bis 15. Nov. 1998                                                       | Hamar (Vikingskipet)                         | 1.500 m            | Ids Postma                          | Ådne Søndrål        | Jeroen Straathof    |
| 14. Bis 15. Nov. 1998                                                       | Hamar (Vikingskipet)                         | 5.000 m            | Gianni Romme Brigt Rykkje           |                     | Rintje Ritsma       |
| 21. Bis 22. Nov. 1998                                                       | Heerenveen (Thialf)                          | 1.500 m            | Ådne Søndrål                        | Rintje Ritsma       | Ids Postma          |
| 21. Bis 22. Nov. 1998                                                       | Heerenveen (Thialf)                          | 10.000 m           | Gianni Romme                        | Bart Veldkamp       | Frank Dittrich      |
| Einzelstreckenasienmeisterschaften in Obihiro, 6.–7. Dezember 1998          |                                              |                    |                                     |                     |                     |
| 12. Bis 13. Dez. 1998                                                       | Nagano (M-Wave)                              | 500 m (12. Dez.)   | Hiroyasu Shimizu                    | Jeremy Wotherspoon  | Jan Bos             |
| 12. Bis 13. Dez. 1998                                                       | Nagano (M-Wave)                              | 1.000 m (12. Dez.) | Jan Bos                             | Junichi Inoue       | Jeremy Wotherspoon  |
| 12. Bis 13. Dez. 1998                                                       | Nagano (M-Wave)                              | 500 m (13. Dez.)   | Jeremy Wotherspoon                  | Casey Fitzrandolph  | Kuniomi Haneishi    |
| 12. Bis 13. Dez. 1998                                                       | Nagano (M-Wave)                              | 1.000 m (13. Dez.) | Jan Bos                             | Ådne Søndrål        | Jeremy Wotherspoon  |
| 19. Bis 20. Dez. 1998                                                       | Chuncheon (Uiam Outdoor Rink Chuncheon)      | 500 m (19. Dez.)   | Jeremy Wotherspoon                  | Jaegal Seong-yeol   | Junichi Inoue       |
| 19. Bis 20. Dez. 1998                                                       | Chuncheon (Uiam Outdoor Rink Chuncheon)      | 1.000 m (19. Dez.) | Jeremy Wotherspoon                  | Paweł Abratkiewicz  | Jason Parker        |
| 19. Bis 20. Dez. 1998                                                       | Chuncheon (Uiam Outdoor Rink Chuncheon)      | 500 m (20. Dez.)   | Jeremy Wotherspoon                  | Mike Ireland        | Michael Künzel      |
| 19. Bis 20. Dez. 1998                                                       | Chuncheon (Uiam Outdoor Rink Chuncheon)      | 1.000 m (20. Dez.) | Jeremy Wotherspoon                  | Ådne Søndrål        | Jason Parker        |
| Mehrkampfeuropameisterschaft in Heerenveen (Thialf), 8.–10. Januar 1999     |                                              |                    |                                     |                     |                     |
| Sprintweltmeisterschaft in Calgary (Olympic Oval), 20.–21. Januar 1999      |                                              |                    |                                     |                     |                     |
| 23. Bis 24. Jan. 1999                                                       | Innsbruck (Olympia Eisstadion Innsbruck)     | 1.500 m            | Ådne Søndrål                        | Jan Bos             | Roberto Sighel      |
| 23. Bis 24. Jan. 1999                                                       | Innsbruck (Olympia Eisstadion Innsbruck)     | 5.000 m            | Bart Veldkamp                       | Bob de Jong         | Rintje Ritsma       |
| 26. Bis 27. Jan. 1999                                                       | Collalbo (Ice Rink Ritten)                   | 500 m (26. Jan.)   | Jeremy Wotherspoon                  | Erben Wennemars     | Yukinori Miyabe     |
| 26. Bis 27. Jan. 1999                                                       | Collalbo (Ice Rink Ritten)                   | 1.000 m (26. Jan.) | Jan Bos                             | Jakko Jan Leeuwangh | Jeremy Wotherspoon  |
| 26. Bis 27. Jan. 1999                                                       | Collalbo (Ice Rink Ritten)                   | 500 m (27. Jan.)   | Jeremy Wotherspoon                  | Kuniomi Haneishi    | Jan Bos             |
| 26. Bis 27. Jan. 1999                                                       | Collalbo (Ice Rink Ritten)                   | 1.000 m (27. Jan.) | Jan Bos                             | Yukinori Miyabe     | Jakko Jan Leeuwangh |
| 30. Bis 31. Jan. 1999                                                       | Berlin (Sportforum Hohenschönhausen)         | 500 m (30. Jan.)   | Jeremy Wotherspoon                  | Yukinori Miyabe     | Mike Ireland        |
| 30. Bis 31. Jan. 1999                                                       | Berlin (Sportforum Hohenschönhausen)         | 1.000 m (30. Jan.) | Jakko Jan Leeuwangh                 | Yukinori Miyabe     | Jeremy Wotherspoon  |
| 30. Bis 31. Jan. 1999                                                       | Berlin (Sportforum Hohenschönhausen)         | 1.500 m (31. Jan.) | Ådne Søndrål                        | Ids Postma          | Hiroyuki Noake      |
| 30. Bis 31. Jan. 1999                                                       | Berlin (Sportforum Hohenschönhausen)         | 5.000 m (31. Jan.) | Ids Postma                          | Bart Veldkamp       | René Taubenrauch    |
| Mehrkampfweltmeisterschaft in Hamar (Vikingskipet), 6.–7. Februar 1999      |                                              |                    |                                     |                     |                     |
| 27. Bis 28. Feb. 1999                                                       | Roseville (Guidant John Rose Minnesota Oval) | 500 m (27. Feb.)   | Jeremy Wotherspoon                  | Jan Bos Grunde Njøs |                     |
| 27. Bis 28. Feb. 1999                                                       | Roseville (Guidant John Rose Minnesota Oval) | 1.000 m (27. Feb.) | Jan Bos                             | Jeremy Wotherspoon  | Yukinori Miyabe     |
| 27. Bis 28. Feb. 1999                                                       | Roseville (Guidant John Rose Minnesota Oval) | 500 m (28. Feb.)   | Jeremy Wotherspoon Kuniomi Haneishi |                     | Toyoki Takeda       |
| 27. Bis 28. Feb. 1999                                                       | Roseville (Guidant John Rose Minnesota Oval) | 1.000 m (28. Feb.) | Jeremy Wotherspoon                  | Toyoki Takeda       | Jan Bos             |
| 6. Bis 7. Mär. 1999                                                         | Inzell (Ludwig-Schwabl-Stadion)              | 1.500 m            | Rintje Ritsma                       | Jakko Jan Leeuwangh | Ådne Søndrål        |
| 6. Bis 7. Mär. 1999                                                         | Inzell (Ludwig-Schwabl-Stadion)              | 5.000 m            | Rintje Ritsma                       | Bob de Jong         | Gianni Romme        |
| Einzelstreckenweltmeisterschaften in Heerenveen (Thialf), 12.–14. März 1999 |                                              |                    |                                     |                     |                     |

#### 500 Meter
(Endstand: Nach 9 Rennen)
| Rang | Name               | Land               | Punkte |
| ---- | ------------------ | ------------------ | ------ |
| 1    | Jeremy Wotherspoon | Kanada             | 530    |
| 2    | Casey Fitzrandolph | Vereinigte Staaten | 278    |
| 3    | Mike Ireland       | Kanada             | 269    |
| 4    | Jan Bos            | Niederlande        | 252    |
| 5    | Junichi Inoue      | Japan              | 247    |
| 6    | Kuniomi Haneishi   | Japan              | 229    |
| 7    | Toshiyuki Kuroiwa  | Japan              | 229    |
| 8    | Grunde Njøs        | Norwegen           | 206    |
| 9    | Yukinori Miyabe    | Japan              | 166    |
| 10   | Paweł Abratkiewicz | Polen              | 166    |
|      |                    |                    |        |
| 15   | Michael Künzel     | Deutschland        | 128    |
| 22   | Roland Brunner     | Österreich         | 76     |
| 24   | Andreas Behr       | Deutschland        | 57     |

#### 1.000 Meter
(Endstand: Nach 9 Rennen)
| Rang | Name                | Land        | Punkte |
| ---- | ------------------- | ----------- | ------ |
| 1    | Jeremy Wotherspoon  | Kanada      | 450    |
| 2    | Jan Bos             | Niederlande | 345    |
| 3    | Yukinori Miyabe     | Japan       | 323    |
| 4    | Jason Parker        | Kanada      | 262    |
| 5    | Erben Wennemars     | Niederlande | 256    |
| 6    | Janne Hänninen      | Finnland    | 244    |
| 7    | Paweł Abratkiewicz  | Polen       | 238    |
| 8    | Jakko Jan Leeuwangh | Niederlande | 199    |
| 9    | Junichi Inoue       | Japan       | 180    |
| 10   | Toshiyuki Kuroiwa   | Japan       | 165    |
|      |                     |             |        |
| 15   | Roland Brunner      | Österreich  | 117    |
| 22   | Michael Künzel      | Deutschland | 71     |
| 26   | Andreas Behr        | Deutschland | 36     |

#### 1.500 Meter
(Endstand: Nach 5 Rennen)
| Rang | Name              | Land        | Punkte |
| ---- | ----------------- | ----------- | ------ |
| 1    | Ådne Søndrål      | Norwegen    | 275    |
| 2    | Ids Postma        | Niederlande | 211    |
| 3    | Rintje Ritsma     | Niederlande | 170    |
| 4    | Jeroen Straathof  | Niederlande | 163    |
| 5    | Hiroyuki Noake    | Japan       | 161    |
| 6    | Jan Bos           | Niederlande | 128    |
| 7    | Vadim Sajutin     | Russland    | 115    |
| 8    | Roberto Sighel    | Italien     | 113    |
| 9    | Christian Breuer  | Deutschland | 113    |
| 10   | Jason Parker      | Kanada      | 111    |
|      |                   |             |        |
| 15   | Michael Spielmann | Deutschland | 72     |
| 28   | Uwe Tonat         | Deutschland | 14     |
| 29   | Oliver Arlt       | Deutschland | 13     |

#### 5.000/10.000 Meter
(Endstand: Nach 5 Rennen)
| Rang | Name                      | Land                 | Punkte |
| ---- | ------------------------- | -------------------- | ------ |
| 1    | Bart Veldkamp             | Belgien              | 204    |
| 2    | Bob de Jong               | Niederlande          | 192    |
| 3    | Frank Dittrich            | Deutschland          | 174    |
| 4    | Gianni Romme              | Niederlande          | 169    |
| 5    | Rintje Ritsma             | Niederlande          | 158    |
| 6    | René Taubenrauch          | Deutschland          | 147    |
| 7    | Vadim Sajutin             | Russland             | 140    |
| 8    | Ids Postma Kjell Storelid | Niederlande Norwegen | 133    |
| 10   | Brigt Rykkje              | Norwegen             | 130    |
|      |                           |                      |        |
| 12   | Uwe Tonat                 | Deutschland          | 63     |
| 18   | Alexander Baumgärtel      | Deutschland          | 47     |
| 20   | Jens Boden                | Deutschland          | 32     |
| 24   | Marnix ten Kortenaar      | Österreich           | 28     |

## Gesamt
- Platz: Gibt die Reihenfolge der Athleten wieder. Diese wird durch die Anzahl der Weltcupsiege bestimmt. Bei gleicher Anzahl werden die 2. Platzierungen verglichen, danach die 3. Platzierungen
- Name: Nennt den Namen des Athleten
- Land: Nennt das Land, für das der Athlet startete
- Siege: Nennt die Anzahl der Weltcupsiege
- 2. Plätze: Nennt die Anzahl der errungenen 2. Plätze
- 3. Plätze: Nennt die Anzahl der errungenen 3. Plätze
- Gesamt: Nennt die Anzahl aller gewonnenen Medaillen

### Top Ten
- Die Top Ten zeigt die zehn erfolgreichsten Sportler/-innen des Eisschnelllauf-Weltcups 1998/99

| Platz | Name                     | Land               | Siege | 2. Plätze | 3. Plätze | Gesamt |
| ----- | ------------------------ | ------------------ | ----- | --------- | --------- | ------ |
| 1.    | Jeremy Wotherspoon       | Kanada             | 11    | 2         | 4         | 17     |
| 2.    | Gunda Niemann-Stirnemann | Deutschland        | 9     | 0         | 0         | 9      |
| 3.    | Catriona LeMay-Doan      | Kanada             | 5     | 4         | 3         | 12     |
| 4.    | Jan Bos                  | Niederlande        | 5     | 2         | 3         | 10     |
| 5.    | Monique Garbrecht        | Deutschland        | 4     | 6         | 5         | 15     |
| 6.    | Chris Witty              | Vereinigte Staaten | 3     | 3         | 2         | 8      |
| 7.    | Ådne Søndrål             | Norwegen           | 3     | 3         | 1         | 7      |
| 8.    | Rintje Ritsma            | Niederlande        | 2     | 1         | 2         | 5      |
| 9.    | Ids Postma               | Niederlande        | 2     | 1         | 1         | 4      |
| 10.   | Svetlana Schurowa        | Russland           | 2     | 0         | 1         | 3      |
| 10.   | Gianni Romme             | Niederlande        | 2     | 0         | 1         | 3      |

### Frauen
| Platz | Name                     | Land               | Siege | 2. Plätze | 3. Plätze | Gesamt |
| ----- | ------------------------ | ------------------ | ----- | --------- | --------- | ------ |
| 1.    | Gunda Niemann-Stirnemann | Deutschland        | 9     | 0         | 0         | 9      |
| 2.    | Catriona LeMay-Doan      | Kanada             | 5     | 4         | 3         | 12     |
| 3.    | Monique Garbrecht        | Deutschland        | 4     | 6         | 5         | 15     |
| 4.    | Chris Witty              | Vereinigte Staaten | 3     | 3         | 2         | 8      |
| 5.    | Svetlana Schurowa        | Russland           | 2     | 0         | 1         | 3      |
| 6.    | Claudia Pechstein        | Deutschland        | 1     | 5         | 3         | 9      |
| 7.    | Tonny de Jong            | Niederlande        | 1     | 3         | 2         | 6      |
| 8.    | Tomomi Okazaki           | Japan              | 1     | 2         | 2         | 5      |
| 9.    | Marianne Timmer          | Niederlande        | 1     | 0         | 2         | 3      |
| 10.   | Sabine Völker            | Deutschland        | 1     | 0         | 1         | 2      |
| 11.   | Eriko Sanmiya            | Japan              | 0     | 4         | 2         | 6      |
| 12.   | Carla Zijlstra           | Niederlande        | 0     | 1         | 0         | 1      |
| 12.   | Marieke Wijsman          | Niederlande        | 0     | 1         | 0         | 1      |
| 14.   | Annamarie Thomas         | Niederlande        | 0     | 0         | 2         | 2      |
| 15.   | Aki Tonoike              | Japan              | 0     | 0         | 1         | 1      |
| 15.   | Andrea Nuyt              | Niederlande        | 0     | 0         | 1         | 1      |
| 15.   | Barbara de Loor          | Niederlande        | 0     | 0         | 1         | 1      |
| 15.   | Nami Nemoto              | Japan              | 0     | 0         | 1         | 1      |

### Männer
| Platz | Name                | Land               | Siege | 2. Plätze | 3. Plätze | Gesamt |
| ----- | ------------------- | ------------------ | ----- | --------- | --------- | ------ |
| 1.    | Jeremy Wotherspoon  | Kanada             | 11    | 2         | 4         | 17     |
| 2.    | Jan Bos             | Niederlande        | 5     | 2         | 3         | 10     |
| 3.    | Ådne Søndrål        | Norwegen           | 3     | 3         | 1         | 7      |
| 4.    | Rintje Ritsma       | Niederlande        | 2     | 1         | 2         | 5      |
| 5.    | Ids Postma          | Niederlande        | 2     | 1         | 1         | 4      |
| 6.    | Gianni Romme        | Niederlande        | 2     | 0         | 1         | 3      |
| 7.    | Jakko Jan Leeuwangh | Niederlande        | 1     | 2         | 1         | 4      |
| 8.    | Bart Veldkamp       | Belgien            | 1     | 2         | 0         | 3      |
| 9.    | Kuniomi Haneishi    | Japan              | 1     | 1         | 1         | 3      |
| 10.   | Brigt Rykkje        | Norwegen           | 1     | 0         | 0         | 1      |
| 10.   | Hiroyasu Shimizu    | Japan              | 1     | 0         | 0         | 1      |
| 12.   | Yukinori Miyabe     | Japan              | 0     | 3         | 2         | 5      |
| 13.   | Bob de Jong         | Niederlande        | 0     | 2         | 0         | 2      |
| 14.   | Junichi Inoue       | Japan              | 0     | 1         | 1         | 2      |
| 14.   | Mike Ireland        | Kanada             | 0     | 1         | 1         | 2      |
| 14.   | Toyoki Takeda       | Japan              | 0     | 1         | 1         | 2      |
| 17.   | Jaegal Seong-yeol   | Südkorea           | 0     | 1         | 0         | 1      |
| 17.   | Grunde Njøs         | Norwegen           | 0     | 1         | 0         | 1      |
| 17.   | Casey Fitzrandolph  | Vereinigte Staaten | 0     | 1         | 0         | 1      |
| 17.   | Erben Wennemars     | Niederlande        | 0     | 1         | 0         | 1      |
| 17.   | Paweł Abratkiewicz  | Polen              | 0     | 1         | 0         | 1      |
| 22.   | Jason Parker        | Kanada             | 0     | 0         | 2         | 2      |
| 23.   | Frank Dittrich      | Deutschland        | 0     | 0         | 1         | 1      |
| 23.   | Hiroyuki Noake      | Japan              | 0     | 0         | 1         | 1      |
| 23.   | Jeroen Straathof    | Niederlande        | 0     | 0         | 1         | 1      |
| 23.   | Michael Künzel      | Deutschland        | 0     | 0         | 1         | 1      |
| 23.   | René Taubenrauch    | Deutschland        | 0     | 0         | 1         | 1      |
| 23.   | Roberto Sighel      | Italien            | 0     | 0         | 1         | 1      |

### Nationenwertung
- Die Nationenwertung zeigt die erfolgreichsten Nationen (Sportler/-innen) des Eisschnelllauf-Weltcups 1998/99

| Platz | Land               | Siege | 2. Plätze | 3. Plätze | Gesamt |
| ----- | ------------------ | ----- | --------- | --------- | ------ |
| 1.    | Kanada             | 16    | 7         | 10        | 33     |
| 2.    | Deutschland        | 15    | 11        | 12        | 38     |
| 3.    | Niederlande        | 14    | 14        | 17        | 45     |
| 4.    | Norwegen           | 4     | 4         | 1         | 9      |
| 5.    | Japan              | 3     | 12        | 12        | 27     |
| 6.    | Vereinigte Staaten | 3     | 4         | 2         | 9      |
| 7.    | Russland           | 2     | 0         | 1         | 3      |
| 8.    | Belgien            | 1     | 2         | 0         | 3      |
| 9.    | Südkorea           | 0     | 1         | 0         | 1      |
| 9.    | Polen              | 0     | 1         | 0         | 1      |
| 11.   | Italien            | 0     | 0         | 1         | 1      |